# Bitwa pod Las Salinas
Bitwa pod Las Salinas – starcie zbrojne, które miało miejsce dnia 26 kwietnia 1538 r. w trakcie hiszpańskiego podboju Peru. Była to decydująca bitwa w trakcie wojny domowej pomiędzy siłami Haernando i Gonzalo Pizarrów, a rywalizującymi z nimi konkwistadorami pod wodzą Diego de Almagro. Obie strony rościły sobie prawa do reprezentowania korony hiszpańskiej. Zwolenników Pizarra nazywano Pachacamac, natomiast ludzi Almagra określano jako pochodzących z Chile. Dwugodzinna bitwa zakończyła się klęską zwolenników Almagra. Po aresztowaniu tego ostatniego i śmierci dowódcy Rodrigo Orgóñeza, wojska Pizarrów zajęły Cuzco. Dnia 8 lipca 1538 r. Diego de Almagro został stracony.

## Początek konfliktu
Konflikt pomiędzy braćmi Pizarro i Almagrem narodził się z nieporozumień dotyczących kwestii władzy w metropolii inkaskiej Cuzco, trwających od czasów podziału imperium przez Hiszpanów. Od roku 1537 miasto znajdowało się pod rządami Diego de Almagro. Równocześnie obaj bracia Pizarro rościli sobie prawa do władzy w mieście. Z biegiem czasu siły Pizarrów stawały się coraz silniejsze. Dodatkowym problemem sześćdzięciotrzyletniego już wtedy Almagra była trapiąca go choroba, która zmusiła go do powołania na czele własnych wojsk Rodrigo Orgóñeza. 
Siły Almagra skierowano w kierunku przełęczy Guaitara, gdzie miały bronić znajdującej się tam drogi do Cuzco. Przeciwnik tymczasem po przekroczeniu Sierry pojawił się w pobliżu miasta. Zwołana w Cuzco rada wojenna nakłaniała nawet Almagra do przeprowadzenia rozmów z Pizarrami. Rozmowę przerwał jednak Orgóñez, który sprzeciwił się ugodzie. 
Orgóñez na czele 500 ludzi pomaszerował ku byłej kopalni soli w Cachipampa położonej około 5 km na południe od Cuzco. Później był on za ten ruch wielokrotnie krytykowany, gdyż wybrany pagórkowaty teren bitwy znacząco ograniczał użycie kawalerii, stanowiącej ponad połowę jego oddziałów. Dodatkowo wojska piechoty dysponowały słabym uzbrojeniem, większość żołnierzy posiadała jedynie piki, a zaledwie piętnastu ludzi uzbrojonych było w muszkiety. Bateria sześciu niewielkich dział dawała jednak Almagrowi nadzieję na zwycięstwo w walce. 
Wojska Pizarrów składały się głównie z sił piechoty i liczyły 700 ludzi. Wprawdzie kawaleria wyraźnie ustępowała siłom Almagro, Pizarrowie mogli jednak liczyć na nadejście kontyngentu arkebuzerów, którzy wyruszyli krótko wcześniej z Santo Domingo. Te dobrze uzbrojone oddziały, dysponowały bronią większego kalibru, stosowaną jeszcze nie tak dawno w trakcie walk w Niderlandach. Wieść o nadchodzącej bitwie dotarła wkrótce do miejscowej ludności, która tłumnie ruszyła w kierunku pola bitwy, chcąc ujrzeć walkę pomiędzy chrześcijanami i mając nadzieję, że w jej wyniku wszyscy z walczących poniosą śmierć. Sytuację wykorzystał Orgóñez, który wysłał na okoliczne wzgórza Paullu Inkę i jego ludzi, nakazując im zabijać każdego uciekającego żołnierza, niezależnie po której stronie walczył. Paullu Inka był bratem Manco Cápaca, walczącego po stronie Almagra.

## Bitwa
Orgóñez ustawił swoją piechotę w środku szyku, chroniąc ją oddziałami kawalerii na obu flankach. Podobnie ustawili swoje wojska Pizarrowie. Kawalerią dowodził Alonso de Alvarado, siły piechoty tymczasem podlegały rozkazom Hernando Pizarro, który pierwszy nakazał atak przez niewielką rzeczkę. Ogień z muszkietów Orgóñeza spowodował co prawda zamieszanie w szeregach atakujących, jednak ukształtowanie terenu uniemożliwiło dowódcy rozbicie przeciwnika oddziałem jazdy, a piechota Almagra dostała się pod morderczy ostrzał z broni palnej. 
W trakcie walk piechoty zarówno Pizarro jak i Orgóñez posłali w końcu do boju wojska kawalerii z obu skrzydeł. Z okrzykiem: "Za króla i Pizarro!" obaj dowódcy na czele jazdy pogalopowali naprzeciwko siebie. W trakcie tej beznadziejnej walki trafiony kulą z muszkietu Orgóñez spadł z konia, by po chwili zostać otoczonym przez sześciu ludzi. Zapytał wówczas, czy może poddać się komuś równorzędnemu sobie. Wówczas do niewoli wziął go sługa Pizarra Fuentes, który po chwili ściął głowę Orgóñezowi. Śmierć dowódcy spowodowała zamieszanie w szeregach jego wojsk, które rozpoczęły odwrót. Śmierć poniósł także drugi z oficerów Almagra Gonzalo Calvo de Barrientos. Równocześnie trwały walki piechoty Almagra z przeciwnikami, jednak po godzinnym boju rozpoczęły odwrót do Cuzco. Klęsce bezsilnie przyglądał się ze swojego stanowiska na wzgórzu Almagro, który po bitwie powrócił do miasta. Po okołu dwóch godzinach walki, na pole bitwy wkroczyli przyglądający się walce miejscowi Indianie, którzy obrabowali ciała okołu 200 poległych.